# Ángel Ovidio Solari
Ángel Ovidio Solari (n. Paraná, 14 de septiembre de 1892 - 1975) fue un militar argentino, perteneciente al Ejército. Con el rango de general de brigada, fue el primer gobernador de la Zona Militar de Comodoro Rivadavia entre 1944 y 1945, que abarcó el sur de la actual provincia del Chubut y el norte de la provincia de Santa Cruz. Durante el mismo período también fue Comisionado Federal del Territorio Nacional del Chubut y Comisionado Municipal de Comodoro Rivadavia. Con la jerarquía de teniente general, ejerció como comandante en jefe del Ejército Argentino entre 1950 y 1951.

## Biografía

### Carrera militar
Ingresó al Colegio Militar de la Nación en el año 1910 y consiguió el grado de subteniente del arma de infantería tras egresar del mismo a finales de 1912. En 1925 se realizó con éxito el curso de Oficial de Estado Mayor.
Entre sus destinos más relevantes se destacan su paso por el Regimiento 11 de Infantería y el Destacamento de Montaña Norte, de los cuales fue jefe. Integró también la plana mayor del Comando de la VI Región Militar.
En 1942 el presidente Ramón S. Castillo lo nombró como primer comandante de la Agrupación Patagonia del Ejército Argentino (actual IX Brigada Mecanizada), con rango de coronel. Entre sus tareas, se dedicó a la seguridad, vigilancias fronteriza y relevamientos topográficos. La agrupación tenía jurisdicción sobre toda la región patagónica argentina, incluyendo la isla Grande de Tierra del Fuego, con destacamentos en Puerto Deseado, Río Gallegos y Río Grande. La misma fue creada con el fin de mantener la presencia del Estado argentino en el sur de dicho país.
En 1945 se desempeñó como Comandante de la I División de Ejército Pese a no tener relación con el fallido golpe de Estado del 28 de septiembre de 1951, fue pasado a retiro por Juan Domingo Perón. En ese momento era Comandante en Jefe del Ejército. y al año posterior se lo envió a Campo de Mayo a servir en la Jefatura de Acantonamiento. En 1948 ejerció como director general de Institutos Militares. Entre 1949 y 1950 fue inspector general de Instrucción del Ejército, hasta su designación como comandante en jefe del Ejército Argentino.
Pasó a retiro tras el fallido intento de Golpe de Estado en Argentina del 28 de septiembre de 1951, en el cual, pese a haber reducido a los militares sublevados en pocas horas, el Teniente General Ángel Solari fue pasado a situación de retiro poco después.

### Comodoro Rivadavia

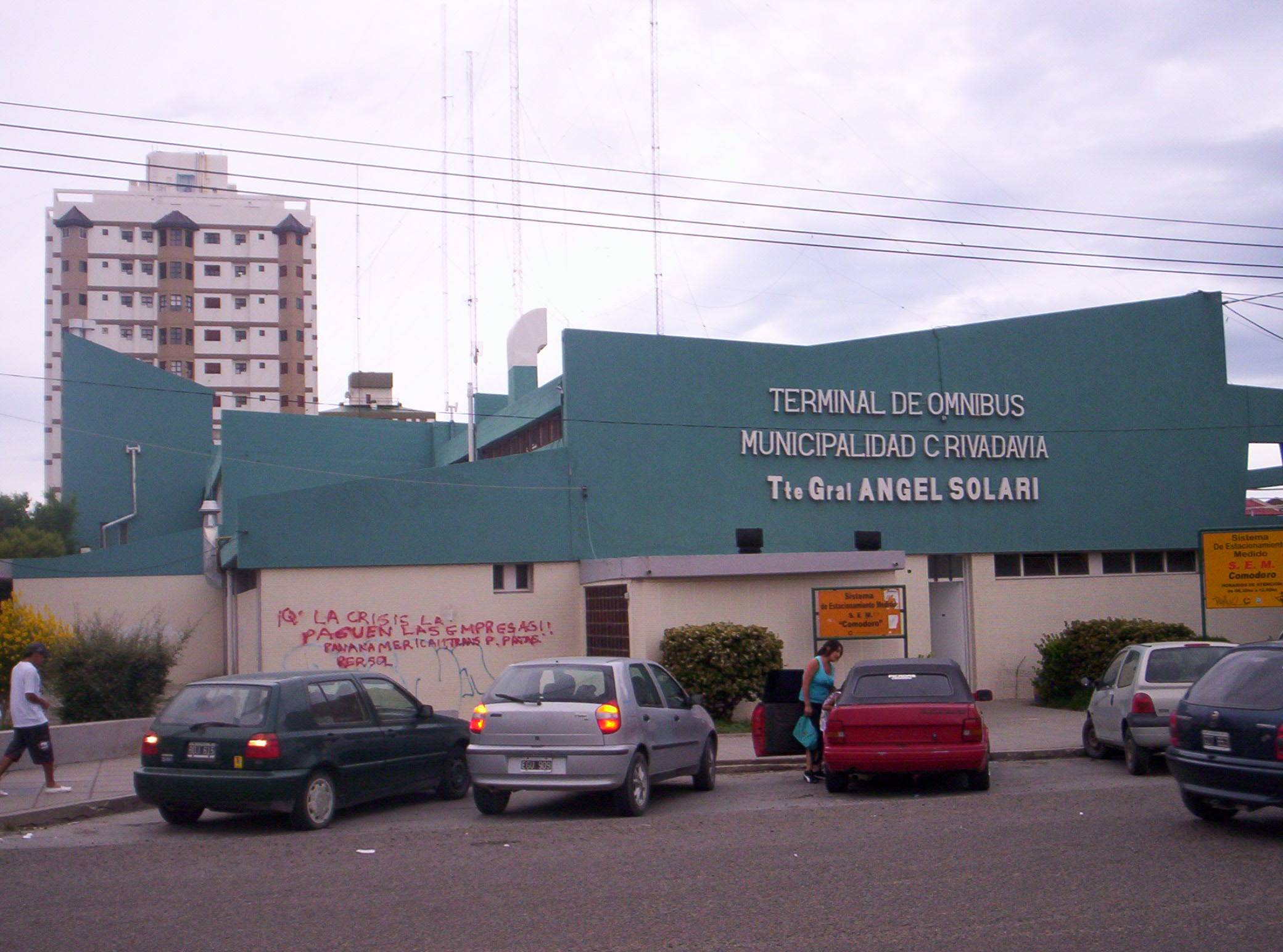
Terminal de ómnibus Ángel Solari, Comodoro Rivadavia.

Por encargo del Ministerio de Guerra promovió el proyecto de creación de una entidad territorial con el objetivo de proporcionar la seguridad de instalaciones necesarias para la explotación del petróleo, «dentro de un marco de coherencia socioeconómica». En un informe elevado a las autoridades militares pocos días después del golpe de Estado de 1943, describe la Patagonia en términos de «enormidad, abandono y aislamiento» reclamando la necesidad de resguardar la región 
La zona militar se concreta y tras asumir el cargo de primer gobernador militar, fue ascendido de rango. Entre sus primeras tareas, redactó la reglamentación orgánica para el gobierno y la administración. Instaló provisoriamente su despacho dentro del Comando de su agrupación. También manifestó en la prensa local que sería reprimida toda ideología considerada «exótica».
Durante su gobernación, en la ciudad de Comodoro Rivadavia ordenó el desmonte del cerro Chenque Chico, dando lugar a la urbanización del área. Allí actualmente se encuentra la Catedral de San Juan Bosco y la sede del Comando de la IX Brigada. También se iniciaron un conjunto de edificios públicos y las gestiones para el gasoducto que uniría Comodoro Rivadavia con Buenos Aires (inaugurado en 1949).
En 1950 se lo nombró Comandante en Jefe del Ejército, cargo que ocupó hasta el 14 de noviembre de 1951, cuando pasó a situación de retiro. El máximo cargo militar del Ejército que dejaba Ángel Solari quedó en manos del general de división Alfredo Ávalos.

### Años posteriores
En mayo de 1973 manifestó públicamente su apoyo a Héctor José Cámpora, quien estaba por asumir la presidencia del país.
A modo de homenaje, la terminal de ómnibus de Comodoro Rivadavia y un barrio de la misma ciudad llevan su nombre.